# رئیس شورای اقتصادی و اجتماعی سازمان ملل متحد
رئیس شورای اقتصادی و اجتماعی سازمان ملل متحد،این پست توسط اعضای شورای اقتصادی و اجتماعی سازمان ملل متحد (ECOSOC) به صورت سالانه به آن رأی داده می شود.

## انتخابات
شورای اقتصادی و اجتماعی در نخستین جلسه جدید شورا که به طور معمول در ماه ژوئیه برگزار می شود، یک دفتر جدید، یک رئیس و چهار معاون را انتخاب می‌کند. این مقامات به طور گسترده از میان نمایندگان اعضای شورا برای دوره یکساله انتخاب می شوند. اعضای دفتر تا انتخاب جانشینان آنها توسط شورا در جلسه بعدی در سمت خود باقی می مانند.  
بر اساس آیین‌نامه داخلی شورا، انتخاب اعضای این دفتر شامل توجه ویژه به چرخش عادلانه جغرافیایی در میان گروه های منطقه ای سازمان ملل است. به عنوان مثال، ریاست شورا بین پنج منطقه و در کنار آن معاونت‌ها به صورت چرخشی است.  

## رئیس
نقش رئیس شورا شامل افتتاح و اختتامیه جلسات هیأت، ریاست بر جلسات شورا، هدایت کار هیأت، حفظ نظم و اطمینان از رعایت مقررات داخلی در هر زمان و در صورت نیاز است. ، فراخوان جلسات اضطراری بدن.  رئیس جمهور نیز معمولاً به نمایندگی از شورا با مطبوعات صحبت می کند.